# Lipotriches alboscopacea
Lipotriches alboscopacea är en biart som först beskrevs av Heinrich Friese 1917.  Lipotriches alboscopacea ingår i släktet Lipotriches och familjen vägbin. Inga underarter finns listade i Catalogue of Life.